# Aliphine Tuliamuk
Aliphine Chepkerker Tuliamuk (* 5. April 1989 in Kenia) ist eine US-amerikanische Langstreckenläuferin.

## Karriere
Mit einer persönlichen Bestleistung von 2:26:50 h belegte sie beim Rotterdam-Marathon 2019 den dritten Platz.
Am 29. Februar 2020 triumphierte sie beim Marathon der U.S. Olympic Trials 2020 in Atlanta mit 2:27:23 h.

## Leben
Tuliamuk wurde in Kenia geboren, wo sie auch aufwuchs. Sie ging in die Vereinigten Staaten um eine Ausbildung an der Wichita State University zu machen.

## Bestleistungen
Freiluft
- 1500 m: 4:25,22 min, 28. April 2012, Wichita
- 3000 m: 9:20,6 min, 15. Juni 2005, Nairobi
- 5000 m: 15:18,86 min, 29. März 2013, Palo Alto
- 10.000 m: 31:54,20 min, 1. April 2016, Palo Alto
- Halbmarathon: 1:09:49 h, 22. November 2015, Philadelphia
- Marathon: 2:26:50 h, 7. April 2019, Rotterdam